# Robert Done
Robert „Bob“ Done (* 27. April 1904 in Runcorn; † 3. September 1982 in Chester) war ein englischer Fußballspieler. Der auf beiden Seiten einsetzbare Verteidiger war zwischen 1926 und 1935 beim FC Liverpool aktiv und absolvierte 147 Erstligapartien, konnte jedoch oft seinen Stammplatz nicht längerfristig verteidigen und diente vielmehr als „Backup“.

## Sportlicher Werdegang
Done begann seine Fußballerkarriere daheim beim FC Runcorn und war dabei zwischen 1922 und 1926 in der Cheshire County League aktiv. Im Februar 1926 wechselte er schließlich zum FC Liverpool zunächst auf Amateurbasis und unterschrieb zwei Monate später einen Profivertrag bei dem Erstligisten. Er debütierte am Neujahrstag 1927 für die „Reds“ gegen die Bolton Wanderers (1:2), aber in den folgenden knapp zwei Jahren absolvierte er zunächst nur fünf weitere Partien für die erste Mannschaft. Der junge Verteidiger, der sowohl links als auch rechts eingesetzt werden konnte, war dabei primär als Ersatz für die Stammspieler Tommy Lucas, Donald McKinlay und Jimmy Jackson vorgesehen.
Sein sportlicher Durchbruch erfolgte zunächst in der Saison 1928/29, als er die Linksverteidigerposition des mittlerweile 37-jährigen McKinlay übernahm, aber im Verlauf der anschließenden Spielzeit 1929/30 wurde er wiederum dort wieder durch Lucas ersetzt. Bis Februar 1934 wechselten sich gelegentliche Einsatzphasen mit einer Rolle als Ersatzspieler ab, wobei ihm die längste Serie in der Saison 1932/33 mit 29 von 42 Ligapartien gelang. Wenngleich nie übermäßig in seiner Leistung geschätzt, galt seine Auffassungsgabe als solide und Done verfügte er über einen harten Schuss, den er vor allem bei Freistößen in Szene zu setzen wusste. In der Schlussphase seiner Liverpool-Station spielte er 15 Monate lang für die Reservemannschaft, mit Ausnahme eines Erstligamatchs am 17. November 1934 gegen Leicester City (5:1). Dies war sein letzter Auftritt für den Erstligisten und im Mai 1935 verließ er den Klub nach insgesamt 147 Profiligaspielen. Er hatte dabei 13 Tore erzielt, darunter sechs Elfmeter.
In den folgenden vier Jahren bis zum Ausbruch des Zweiten Weltkriegs, der faktisch Dones Profikarriere beendete, ließ er die Laufbahn beim FC Reading (in der Nordstaffel der dritten Liga), beim FC Chester und Accrington Stanley (1891) (jeweils in der Nordstaffel) und beim walisischen Klub Bangor City, der in der Lancashire Combination aktiv war, ausklingen. Er verstarb im Alter von 78 Jahren im September 1982 in einem Krankenhaus der Stadt Chester.